# 貓櫃
貓櫃（荷蘭語：KattenKabinet）是荷蘭阿姆斯特丹的一家美術館，專門收藏展示有關貓的藝術品。貓櫃收藏了巴勃羅·畢加索、倫勃朗等著名藝術家的作品，收藏作品類型包括繪畫、素描、雕塑等。博物館的所有者和家人居住在博物館的二層。且博物館內還飼養有一些貓。2004年，該博物館是電影《十二羅漢》（Ocean's Twelve）的拍攝地點。

## 外部連結

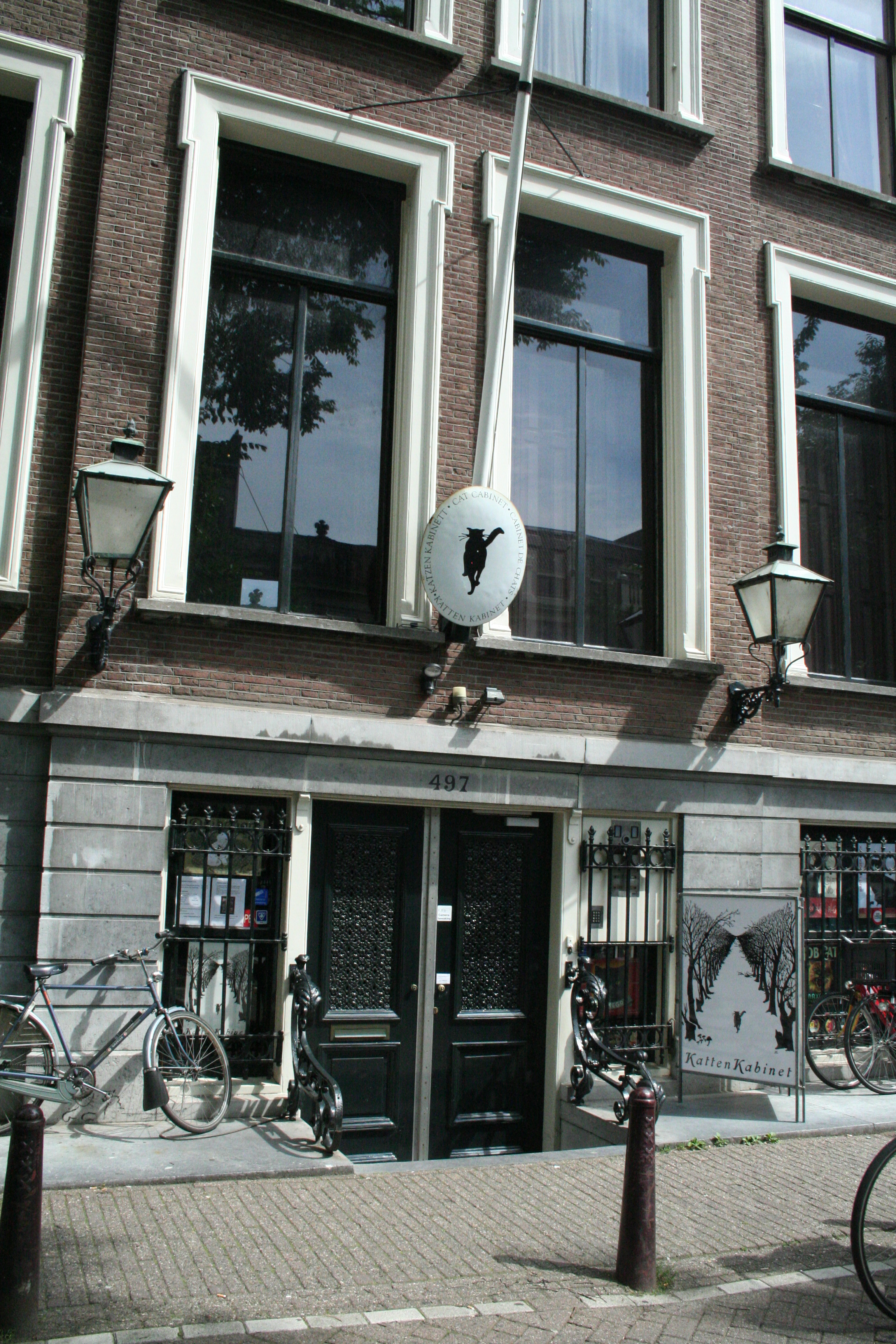
貓櫃

- Website of the KattenKabinet

52°21′56″N 4°53′29.5″E / 52.36556°N 4.891528°E